# Родригес, Адриан (футболист)
Адриан Родригес Гонсалвес (кат. Adrián Rodrígues Gonçalves; 14 августа 1988) — андоррский футболист, игравший на позиции защитника. Выступал за сборную Андорры.

## Биография

### Клубная карьера
В 2010 году начал карьеру в испанском клубе «Менсахеро», выступавшем в низших лигах Испании. Затем Адриан Родригес сменил ряд клубов, среди которых: «Уракан З», «Расинг Лерменьо», «Бургос», «Колладо Виллальба». В январе 2014 года стал игроком команды «Салмантино». Спустя год, он перебрался в команду «Марино». По итогам сезона 2014/15 клуб вылетел из Сегунда B, заняв 20 место в турнире. Родригес принял участие в 16 матчах.
В августе 2015 года Родригес присоединился к «Вильярробледо», выступающем в 18 группе Терсеры Испании.

### Карьера в сборной
Выступал за юношескую сборную Андорры до 17 лет и провёл 9 матчей в турнирах УЕФА. За сборную до 19 лет сыграл 7 игр. С 2009 года по 2010 год провёл 8 поединков за молодёжную сборную Андорры до 21 года.
30 мая 2012 года дебютировал в составе национальной сборной Андорры в товарищеском матче с Азербайджаном (0:0), главный тренер Кольдо доверил начать игру в стартовом составе, однако на 71 минуте он был заменён на Кристофера Поусу. Эта ничья стала для сборной Андорры первой за пять лет удачно сыгранным матчем. В квалификации на чемпионат мира 2014 Адри сыграл в 4 встречах.
Всего за сборную Андорры провёл 12 матчей.